# Сельское хозяйство Индонезии
Сельское хозяйство Индоне́зии — одна из самых важнейших отраслей экономики Индонезии. Давая чуть более 14 % национального ВВП, обеспечивает занятость весьма значительной части населения — более 38 %. При этом его доля и в структуре ВВП, и с точки зрения занятости постепенно снижается. В 2012 году сельскохозяйственный сектор предоставляет рабочие места примерно 49 миллионам индонезийцев, что составляет 41 % от общей рабочей силы страны.
В настоящее время около 30 % территории Индонезии используется для сельского хозяйства. Сельскохозяйственный сектор Индонезии контролируется и регулируется Министерством сельского хозяйства Индонезии.
Сельскохозяйственный сектор Индонезии состоит из:
- Крупные плантации, принадлежащие государственным или частным компаниям;
- Мелкие фермерские хозяйства, в основном традиционные сельскохозяйственные хозяйства.

Основной сельскохозяйственной отраслью является земледелие. Обрабатываемые земли составляют около 13 % территории страны (в их структуре пашня занимает ≈ 41 %), таким образом, по их площади Индонезия занимает 7-е место в мире. Около 1/3 обрабатываемых земель орошаемые. По производству многих сельскохозяйственных культур страна занимает лидирующие места в мире.
Основные пищевые культуры: рис (сбор в 2009 году — 64,4 млн т, 3-е место в мире, в конце 1980-х годов достигнуто стабильное самообеспечение этим ключевым продуктом питания), кассава (22 млн т, 1-е место в мире), кокосы (21,5 млн т, 1-е место в мире), кукуруза (16,9 млн т, 4-е место в мире), бананы (6,3 млн т, 6-е место в мире), батат (2 млн т, 4-е место в мире). В больших объёмах выращиваются масличная пальма (22,5 млн т пальмового масла, 1-е место в мире), саговая пальма (5,2 млн т саго, 1-е место в мире), сахарный тростник (26,5 млн т, 10-е место в мире), какао-бобы (800 тыс. т, 2-е место в мире), кофе (700 тыс. т бобов, 4-е место в мире), табак (181 тыс. т, 6-е место в мире), чай (160 тыс. т, 7-е место в мире), гвоздика (81 тыс. т, 1-е место в мире), перец (80 тыс. т, 2-е место в мире). Из технических культур наибольшее значение имеют каучуконосы (2,8 млн т натурального каучука, 2-е место в мире).
Животноводство развито в меньшей степени. Общее поголовье крупного рогатого скота на 2010 год составляет 15,23 млн голов, в том числе 13,5 млн — мясные коровы, 0,53 млн — молочные коровы и 1,2 млн — буйволы, используемые главным образом как тягловый скот. К 2014 году планируется выйти на самообеспечение говядиной (в 2010 году национальное производство обеспечивало 97,5 % потребностей населения). По данным на 2008 год, поголовье коз составляло 15,8 млн голов, овец — 10,3 млн голов, свиней (выращиваются преимущественно немусульманским населением) — 5,5 млн голов. Основной домашней птицей является курица: в 2008 году имелось 68 млн кур-несушек, было произведено более 1,2 млрд бройлерных цыплят, более 1 млн т яиц.
Огромное значение исторически имеет рыболовство: по объёму улова рыбы и морепродуктов за 2009 год — более 5,1 млн т — Индонезия занимает третье место в мире, основные промысловые виды: тунец, макрель, сардина, морской окунь, групер, креветки. При этом по объёмам производства с ним практически сравнялось интенсивно развивающееся рыбоводство: по вылову искусственно разведённой рыбы и морепродуктов за 2009 год — более 4,7 млн т — страна занимает второе место в мире. Основные разводимые виды: тилапия, карп, гурами, креветки, широко практикуется разведение жемчуга.
Важнейшей отраслью является лесное хозяйство: в 2009 году в Индонезии было заготовлено 98,7 млн м³ древесины (8-е место в мире), из которых 36,4 млн м³ — брёвна промышленного назначения. Серьёзной проблемой в этой области являются незаконная вырубка леса и контрабандный вывоз ценных пород древесины.
В секторе сельского, плантационного, лесного и рыбного хозяйства работают компании Astra Agro Lestari (пальмовое масло и каучук), Perkebunan Nusantara (пальмовое масло, каучук и чай), Wilmar International (пальмовое масло), Salim Ivomas Pratama / PP London Sumatra Indonesia (пальмовое масло, каучук, чай, какао, сахарный тростник), Indofood Sukses Makmur (пальмовое масло, каучук, какао, сахарный тростник и чай), Bakrie Sumatera Plantations (пальмовое масло и каучук), Sampoerna Agro (пальмовое масло, каучук и саго), Sinar Mas Agro Resources and Technology или SMART (пальмовое масло), Austindo Nusantara Jaya (пальмовое масло и саго), Dharma Satya Nusantara (пальмовое масло и древесина), Jaya Agra Wattie (пальмовое масло, каучук, кофе), Eagle High Plantations (пальмовое масло), Gozco Plantations (пальмовое масло), Multi Agro Gemilang Plantation (пальмовое масло), Eterindo Wahanatama (пальмовое масло), Provident Agro (пальмовое масло), Sawit Sumbermas Sarana (пальмовое масло), Tunas Baru Lampung (пальмовое масло), Multistrada Arah Sarana (каучук), Japfa Comfeed Indonesia (корма, домашняя птица и морепродукты), Charoen Pokphand Indonesia (домашняя птица), Malindo Feedmill (домашняя птица), Bosowa Corporation (рис, кукуруза, пальмовое масло, морские водоросли, рыба и креветки), Tiga Pilar Sejahtera Food (пальмовое масло и рис), Dharma Samudera Fishing Industries (рыба), Central Proteinaprima (креветки и рыба), Inti Agri Resources (рыба), BISI International (семена), Aneka Tambang (пальмовое масло и древесина).